# کیریاکی کیدوناکی
کیریاکی کیدوناکی (انگلیسی: Kyriaki Kydonaki; ۷ فوریهٔ ۲۰۰۱) کاراته‌کا زن اهل یونان است.